# 4136 Artmane
4136 Artmane este un asteroid din centura principală, descoperit pe 28 martie 1968 de Tamara Smirnova.

## Denumirea asteroidului
Asteroidul poartă numele în onoarea actriței de teatru și de film letone Via Artmane (1929 – 2008).